# Perica Vlašić
Perica Vlašić (Vela Luka, 2. lipnja 1932. – Vela Luka, 12. kolovoza 2004.) bio je hrvatski veslač koji je svojim uspjesima značajno pridonio razvoju i ugled hrvatskog veslanja.[nedostaje izvor] Svoja prva veslačka iskustva stekao je u Veslačkom klubu „Ošjak” u Veloj Luci, gdje je započeo svoju veslačku karijeru. Nakon prelaska u Veslački klub „Mornar” iz Splita, pod trenerskim vodstvom Luke Marasovića postigao je izuzetne uspjehe.

## Životopis
Rođen je u Veloj Luci, u siromašnoj ribarskoj obitelji. Veslačku karijeru započeo je u rodnom mjestu, u novoosnovanom veslačkom klubu VK Ošjak. Prvi veslački nastupi bili su u disciplini četverca, gdje je svestranost i predanost brzo došla do izražaja.
Svoj prvi značajan uspjeh ostvario je 1948. godine, kada je, sa samo 16 godina, sudjelovao na Prvenstvu Hrvatske u Rijeci. Njegov je četverac tom prigodom osvojio prvo mjesto. Godinu dana kasnije, 1949., ponovno je slavio s četvercem, ovog puta u omladinskoj konkurenciji na Prvenstvu Hrvatske u Šibeniku. Godine 1950. njegov je četverac nastupio u juniorskoj konkurenciji na prvenstvu Hrvatske u Puli, gdje su također pobijedili. Iste godine prvi se put okušao u disciplini skifa, što će kasnije obilježiti njegovu karijeru.
Na Prvenstvu Hrvatske u Zadru 1951. godine njegov je četverac ostvario pobjedu u seniorskoj konkurenciji, čime je potvrdio svoju kvalitetu u najvišem rangu. Nakon toga, sve više se posvećivao natjecanjima u skifu, disciplini u kojoj je ubrzo postigao značajne uspjehe.
Nakon odsluženja vojnog roka u Puli, legendarni Luka Marasović doveo ga je u Split, gdje se pridružio veslačkom klubu VK Mornar. Već 1953. godine na Prvenstvu Hrvatske u Splitu postao je seniorski prvak Hrvatske i neslužbeni seniorski prvak Jugoslavije. Iste godine počeo je veslati za državnu reprezentaciju. Na Prvenstvu Hrvatske u Šibeniku iste godine osvojio je državne titule u disciplini skifa te dubl-skula, u kojem je veslao s partnerom Stevanom Vacijem iz VK Tamiš Pančevo.
Nakon tih uspjeha, njegova karijera dobiva međunarodnu dimenziju. Predstavljajući Jugoslaviju i VK Mornar iz Splita, sudjelovao je na europskim prvenstvima, gdje je osvojio zlatne medalje, čime se upisao u povijest veslanja kao jedan od najuspješnijih veslača svoga vremena.
Njegov međunarodni debi bio je ujedno i najvažniji trenutak njegove karijere.[nedostaje izvor] Na Europskom prvenstvu u Kopenhagenu 1953. godine osvojio je prvo mjesto, čime je postao europski prvak. Sljedeće godine ostvario je još jedan povijesni uspjeh osvajanjem prestižne međunarodne regate u Henleyu (London), gdje je osvojio naslov pobjednika Diamond Scullsa, neslužbenog svjetskog prvenstva u samcu. Ovaj podvig učvrstio je njegov status jedne od najvećih figura u povijesti veslanja na ovim prostorima.[nedostaje izvor]

## Uspjesi
- sudionik na sedam europskih prvenstava
- sudionik OI u Melbourneu 1956. godine
- sudionik OI u Rimu 1960. godine
- osmerostruki uzastopni državni prvak u skifu (sedam puta s veslačem Nikolom Lučinom iz Splita)

## Nagrade i priznanja
- 1953.: najbolji športaš Hrvatske u izboru Sportskih novosti
- 1995.: Državna nagrada za šport "Franjo Bučar" za 1995. godinu
- 1995.: priznanje Općine Vela Luka za životno djelo

## Vanjske poveznice
- pericavlasic.com